# Distrito de Medzilaborce
El distrito de Medzilaborce (en eslovaco Okres Medzilaborce) es una unidad administrativa (okres) de Eslovaquia Oriental, situado en la región de Prešov, con 12 668 habitantes (en 2001) y una superficie de 427 km². Su capital es la ciudad de Medzilaborce.

## Demografía
| Año        | 1994   | 2004    | 2014    | 2024     |
| ---------- | ------ | ------- | ------- | -------- |
| Población  | 12 962 | 12 392  | 12 252  | 10 605   |
| Diferencia |        | −4,39 % | −1,12 % | −13,44 % |

| Año        | 2023   | 2024    |
| ---------- | ------ | ------- |
| Población  | 10 665 | 10 605  |
| Diferencia |        | −0,56 % |

## Ciudades (población año 2017)
- Medzilaborce (capital) 6612

## Municipios
- Brestov nad Laborcom 105
- Čabalovce 349
- Čabiny 349
- Čertižné 340
- Habura 501
- Kalinov 259
- Krásny Brod 483
- Ňagov 420
- Oľka 287
- Oľšinkov 25
- Palota 196
- Radvaň nad Laborcom 562
- Repejov 114
- Rokytovce 180
- Roškovce 158
- Sukov 146
- Svetlice 102
- Valentovce 44
- Volica 286
- Výrava 190
- Zbojné 171
- Zbudská Belá 125